# Ацо VII д’Есте
Вижте пояснителната страница за други личности с името Ацо д’Есте.
Ацо VII д’Есте, известен също като Ацо Новело (на италиански: Azzo VII d’Este, Azzo Novello; * 1205, Ферара, Папска държава; † 16 февруари 1264, Пулия, Италия) е господар на Ферара и на Есте от 1215 до 1222 и от 1240 до 1264 г., маркграф на Ферара.

## Произход
Той е син на Ацо VI д'Есте, нар. също Арко или Ацолино (* 1170, † 1212), кондотиер, и на съпругата му Аликс (Алис) дьо Шатиьон († 1235), дъщеря на Рено дьо Шатиьон, княз на Антиохия. Баща му е убит през 1212 г. във войната против Ецелино II да Романо от аристократичната фамилия Алдобрандески. Има една сестра: Костанца. Има и един полубрат и една полусестра от предишните бракове на баща си: Алдобрандино I, маркиз на Ферара, и Беатриче I, блажена на Католическата църква.

## Биография
През 1215 г., след преждевременната смърт на полубчат му Алдобрандино I д’Есте, Ацо е откупен от майка си Алис, която плаща голяма сума на банкерите на Флоренция, за да го освободят.
Ацо VII се издига на власт в много млада възраст, но в ранните години той е под опеката на двама благородници от района на Тревизо – Алберто да Баоне и Тисоне да Кампосампиеро, а впоследствие и на майка си. Неговата инвеститура на Анконската марка е подновена от папа Хонорий III и той получава защитата на император Фридрих II.
През 1222 г. трябва да отстъпи Ферара на Салинджера II Торели. За компенсация получава от император Фридрих II териториите Адрия и Ровиго. Той става скоро водач на гвелфите в маркграфствата, които са против политиката на императора.
Събитията, свързани с военните кампании в Северна Италия на Фридрих II , довеждат гибелините, съюзници на императора, да се редуват в ръководството на градовете до 1239 г., когато императорът, победен, се завръща на юг от полуострова.
През 1242 г. Ацо VII поема контрола над Ферара след победата, постигната срещу Ецелино III да Романо и Венеция обсажда града.  През 1242 г. е избран за доживотен подест.
През 1249 г. в битката при Фосалта (Модена) е пленен крал Енцио от Сардиния, син на император Фридрих II.
През 1253 г. Ацо става подест на Мантуа. През септември 1259 г. помага в загубата на императорския поддръжник Ецелино III да Романо в битката при Касано д'Ада. Папа Александър IV обявява кръстоносен поход против Ецелино, в който участват Ферара, Болоня и Милано.
Негов наследник става внукът му Обицо II.

## Брак и потомство
∞ 1. 1221 за Джована от Пулия († 1233), от която има един син и три дъщери:
- Риналдо I д’Есте (* 1230, † 1251), умира в затвор в Апулия, след затварянето му от императора през 1239 г.
- Беатриче II д'Есте († 18 януари 1262), монахиня във Ферара 1254 г., 1256 г. абтиса на манастир Сан Антонио в Полезине
- Кубитоза д'Есте, омъжена за Изнардо, маркиз на Маласпина
- Констанца д'Есте († сл. 1315), омъжена I. за Умберто, граф на Марема († 1264); II. за Гулиелмо Палавичини († 1284), маркиз на Шипионо; монахиня в Сан Антонио, Ферара

∞ 2. 1238 за Амабилия (Мабила) Палавичини, дъщеря на Гуидо Палавичини, от която няма деца. Тя се грижи за децата на Джована.